# Bernardo Ibáñez

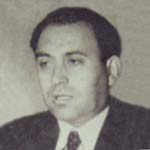
Bernardo Ibáñez Aguila

Bernardo Ibáñez Águila (Antuco 12 juli 1902 - Santiago 19 augustus 1983) was een Chileens socialistisch politicus en vakbondsman.
Hij bezocht de lagere school in Antuco en de middelbare school in Victoria. Hierna volgde hij een opleiding tot leerkracht en sloot zich aan bij de lerarenvakbond, waarvan hij later secretaris-generaal werd. Later scheidde hij zich met enkele gelijkgezinden van de lerarenvakbond af en vormde een nieuwe vakbond voor onderwijspersoneel en werd hiervan eveneens secretaris-generaal. De vakbond was aangesloten bij de overkoepelende Confederación de Trabajadores de Chile (Confederatie van Arbeiders van Chili, CTCH), een vakbeweging voor zowel socialisten als communisten. Hij vertegenwoordigde de lerarenvakbond bij de CTCH. In 1939 werd hij tijdens het eerste nationale congres van de CTCH gekozen tot secretaris-generaal. Ibáñez was vertegenwoordigde de socialistische vleugel binnen de CTCH en betoonde zich afkerig van het communisme. Hij speelde een rol in het uiteindelijke vertrek van de communisten uit de CTCH. In 1948 werd hij gekozen tot voorzitter van Inter-Amerikaanse Confederatie van Arbeiders (CIT), die in 1951 werd omgevormd tot de Vakbondsfederatie van de Beide Amerika's (ORIT). 
In 1942 werd hij voor de Partido Socialista (Socialistische Partij) in de Kamer van Afgevaardigden gekozen. Binnen de socialistische partij behoorde hij tot de anti-communistische groep die wilde dat de partij de banden met de communistische partij zou verbreken. In 1944 werd hij gekozen tot secretaris-generaal van de socialistische partij. Hij bekleedde deze post tot 1946. In dat jaar was hij presidentskandidaat voor de anti-communistische vleugel van de PS. Hij kreeg maar 2,53% van de stemmen, omdat de meeste socialisten samen met de communisten de kandidatuur van de radicaal Gabriel González Videla steunden. In 1948 steunde hij de nieuwe wet die communistische partijen in Chili verbood. Kort hierop verliet de communistisch-gezinden de PSCh en richtten de Partido Socialista Popular (Volkssocialistische Partij) op. In de jaren '50 verzwakte zijn grip op de socialistische partij, waarna de nieuwe partijleiding de banden aanhaalde met volkssocialisten. 
Hij overleed in 1983.